# Актуальные проблемы теории и истории искусства
Актуа́льные пробле́мы тео́рии и исто́рии иску́сства (англ. Actual Problems of Theory and History of Art) — ежегодная международная конференция по вопросам изобразительного искусства и архитектуры, являющаяся совместным проектом искусствоведов Института истории СПбГУ и исторического факультета МГУ имени М. В. Ломоносова. Проводится с 2010 года поочерёдно в Санкт-Петербурге и Москве. После того как двум крупнейшим государственным университетам России — Санкт-Петербургскому и Московскому — был присвоен особый статус и было подписано Дополнительное соглашение о сотрудничестве в области истории и истории искусства, проведение совместной научной конференции стало этапом на пути сотрудничества ведущих школ искусствознания в России, которые до сих пор существовали в значительной мере изолированно друг от друга.
Рабочие языки конференции — русский и английский.

## О конференции
В 2010 году конференция была задумана как площадка для научного обмена молодых искусствоведов (студентов старших курсов, аспирантов и молодых специалистов до 35 лет). Преподаватели и профессора СПбГУ (С. В. Мальцева, Т. В. Ильина, В. А. Булкин, Е. Ю. Станюкович-Денисова, Н. К. Жижина, А. В. Рыков) и МГУ (И. И. Тучков, А. В. Захарова, В. С. Турчин, О. С. Попова, Э. С. Смирнова, О. С. Евангулова, А. А. Карев, В. Д. Дажина) постоянно осуществляли кураторство с целью формирования нового поколения профессионалов, активно интегрированного в мировое научное сообщество. В течение первых четырёх лет существования конференции молодых специалистов проводились мастер-классы, практика которых способствовала изменению формата конференции.
С 2014 года к университетам-партнёрам присоединился Эрмитаж, в 2015-м — Музеи Московского Кремля, в 2018-м — Третьяковская галерея. По мнению организаторов, не только горизонтальное, но и вертикальное (от студентов старших курсов до ведущих ученых и музейных кураторов) взаимодействие поможет обеспечить эффективность отечественного искусствознания как науки.

## Органы, организация
Конференция проходит в течение 4-5 дней и включает проведение параллельных секционных заседаний, семинарских занятий и круглых столов в музеях и фондохранилищах Москвы и Петербурга, а также выездных семинаров. С 2017 г. ежегодный формат проведения конференции был изменён на биеннале.
Результаты работы конференции в виде отобранных лучших докладов публикуются в ежегодном научном издании «Актуальные проблемы теории и истории искусства», входящим в РИНЦ, Scopus и другие базы данных.
В состав постоянного Оргкомитета входят Вилинбахов, Георгий Вадимович (Государственный Эрмитаж), Баталов, Андрей Леонидович (Музеи Московского Кремля), А. В. Рыков (СПбГУ), А. Ю. Казарян (Государственный институт искусствознания), А. Якобини (Университет Рима «Сапиенца»), Е. Цигаридас (Университет Аристотеля в Салониках), И. Стевович (Белградский университет) и др.

### Председатели
- Директор Института истории СПбГУ Даудов, Абдулла Хамидович
- Генеральный директор Государственного Эрмитажа Пиотровский, Михаил Борисович

До своей смерти в 2018 году председателем также являлся декан Исторического факультета МГУ И. И. Тучков. В 2018–2023 гг. также сопредседателем была генеральный директор Государственной Третьяковской галереи З. И. Трегулова.

### Секции
- Искусство Древнего мира
- Восточнохристианское искусство
- Древнерусское искусство
- Западноевропейское средневековое искусство
- Искусство Ренессанса
- Западное искусство Нового времени
- Русское искусство XVIII—XIX вв.
- Искусство XX века и современности
- Теория искусства
- Искусство Востока
- Междисциплинарные методы в изучении культурного наследия
- Музеология и музееведение

## История

### I конференция
I Международная научная конференция молодых специалистов «Актуальные проблемы теории и истории искусства» состоялась в 2010 в СПбГУ.

### II конференция
II Международная научная конференция молодых специалистов «Актуальные проблемы теории и истории искусства» состоялась в 2011 в МГУ.

### III конференция
III Международная научная конференция молодых специалистов «Актуальные проблемы теории и истории искусства» прошла в 2012 в СПбГУ.

### IV конференция
IV Международная научная конференция молодых специалистов «Актуальные проблемы теории и истории искусства» состоялись в 2013 в МГУ.

### V конференция
V Международная научная конференция «Актуальные проблемы теории и истории искусства» состоялась в 2014 под девизом «Образы классической древности. Искусство античного мира и его наследие в мировой художественной культуре» на площадках СПбГУ и Государственного Эрмитажа.
Среди иностранных кураторов и участников конференции 2015 — проф. Джон Боулт (США), проф. Мартин Бюхсель (ФРГ), проф. Эрнст Гамилльщег(Австрия), проф. Эрик Моорманн(Нидерланды) и др.

### VI конференция
VI Международная научная конференция «Актуальные проблемы теории и истории искусства» состоялась 27-31 октября 2015 на историческом факультете МГУ имени М. В. Ломоносова и в Музеях Московского Кремля, Москва, РФ. Ведущая тема 2015 года «Ренессанс и искусство Европы».

### VII конференция
VII Международная научная конференция «Актуальные проблемы теории и истории искусства» состоялась 11-15 октября 2016 г. в СПбГУ и Государственном Эрмитаже. Ведущая тема 2016 года «Артефакт. Арт-объект. Аргумент». На конференции принято решение о переводе конференции в режим биеннале.

### VIII конференция
VIII Международная научная конференция «Актуальные проблемы теории и истории искусства» состоялась в октябре 2018 г. в МГУ и ГТГ. Ведущая тема 2018 года «Границы и горизонты».

### IX конференция
IX Международная научная конференция «Актуальные проблемы теории и истории искусства» состоялась в октябре 2020 г. в СПбГУ и Эрмитаже. Ведущая тема 2020 года «История искусствоведческой мысли в фокусе современного искусствознания». Заседания проходили по трем тематическим блокам: I.Объединённые в музее: изобразительное искусство и проблемы художественной культуры от Древнего мира до XX века сквозь призму кабинетного исследования и музейной практики; II. Искусство и культура Средневековья: наследие и перспективы осмысления. Тематический блок проходил на площадках Санкт-Петербургского университета. Тематический блок организован Санкт-Петербургским университетом при финансовой поддержке РФФИ (проект № 20-012-22040); III. От Ренессанса до современности. История и теория искусствоведческой мысли в фокусе современного искусствознания. В целях предупреждения распространения коронавирусной инфекции заседания состоялись в очном и очно-дистанционном формате.

### X конференция
Конференция состоялась в дистанционном формате 4-6 октября 2022 г. из МГУ им. М. В. Ломоносова.

### XI конференция
Конференция состоялась в очном формате 14-19 октября 2024 г. в СПбГУ, пленарное и заседания секции «Искусство Древнего мира» проходили в Государственном Эрмитаже. Дополнительными выделенными секциями на конференции стали «Художник в типографии» и «Виды визуальных текстов: история развития и современная культура».

## Эмблемы конференции
Ежегодно коллективным решением членов организационного комитета в качестве эмблемы конференции выбирается произведение современного искусства, отражающее её основную тему.
- 2010 О. Лягачев-Хельги «Солнце». Холст, акрил, 130х97, 2010. Частное собрание, Париж, Франция.
- 2011 Е. Кошелев «Акмэ», 2005. Собрание галереи «Реждина», Москва, РФ.
- 2012 Вик. «Бегство в Петербург», 2003. Частное собрание, Санкт-Петербург, РФ.
- 2013 И. Гурович. Плакат к спектаклю Петра Фоменко «Одна абсолютно счастливая деревня». Бумага, офсет. 100х70 см. 2012. Гран-При X Московской международной биеннале графического дизайна «Золотая пчела».
- 2014 А. Бихтер. «Несс и Деянира». 2007, 19,6х30, 2 к.м.
- 2015 Вяч. Михайлов. «Тондо. Площадь Испании». 2002. D 100, Дерево, левкас, акрил. Частное собрание. Москва. РФ.
- 2016 Глеб Богомолов. «Эгина». 2004. Частное собрание.
- 2018 Фр. Инфанте-Арана. «Динамическая спираль. Возрастающая энергия красного пространства». Из цикла «Динамические спирали». 1964. Бумага, наклеенная на оргалит, темпера; 55,5×77,5 см. ГТГ, Москва, РФ.
- 2020 Виталий Пушницкий. «Процесс». 2019. Частное собрание.
- 2022 Евгения Буравлева. «Евгения Попова». 2022. Частное собрание.

## Научные издания конференции
Входит в базы данных РИНЦ, RSCI, Scopus, SJR, EBSCO, ERIH PLUS и др. С 2018 г. — главный редактор издания Е. Ю. Станюкович-Денисова.
- Актуальные проблемы теории и истории искусства: сб. науч. статей. Вып. 1 . Под ред. С. В. Мальцевой, Е. Ю. Станюкович-Денисовой. — Санкт-Петербург: НП-Принт — 2011. — 432 с. ISBN 978-5-288-05174-6
- Актуальные проблемы теории и истории искусства: сб. науч. статей. Вып. 2 . Под ред. А. В. Захаровой — Санкт-Петербург: НП-Принт. — 2012. — 584 с. ISBN 978-5-91542-185-0[15]
- Актуальные проблемы теории и истории искусства: сб. науч. статей. Вып. 3 . Под ред. С. В. Мальцевой, Е. Ю. Станюкович-Денисовой. — Санкт-Петербург: НП-Принт — 2013. — 615 с. ISBN 978-5-91542-230-7
- Актуальные проблемы теории и истории искусства: сб. науч. статей. Вып. 4. Под ред. А. В. Захаровой, С. В. Мальцевой. — СПб.: НП-Принт, 2014. — 662 с. ISSN 23122129
- Актуальные проблемы теории и истории искусства: сб. науч. статей. Вып. 5. Под ред. С. В. Мальцевой, Е. Ю. Станюкович-Денисовой, А. В. Захаровой. — СПб.: НП-Принт, 2015. — 892 с. ISSN 23122129
- Актуальные проблемы теории и истории искусства: сб. науч. статей. Вып. 6. Под ред. А. В. Захаровой, С. В. Мальцевой, Е. Ю. Станюкович-Денисовой. — СПб.: НП-Принт, 2016. — 914 с. ISSN 23122129
- Актуальные проблемы теории и истории искусства: сб. науч. статей. Вып. 7. Под ред. С. В. Мальцевой, Е. Ю. Станюкович-Денисовой, А. В. Захаровой. — СПб.: Изд-во СПбГУ, 2017. — 800 с. ISSN 23122129
- Актуальные проблемы теории и истории искусства: сб. науч. статей. Вып. 8. Под ред. С. В. Мальцевой, Е. Ю. Станюкович-Денисовой, А. В. Захаровой. — СПб.: Изд-во СПбГУ, 2018. — 842 с. ISSN 23122129
- Актуальные проблемы теории и истории искусства: сб. науч. статей. Вып. 9. Под ред. А. В. Захаровой, С. В. Мальцевой, Е. Ю. Станюкович-Денисовой. — М.: МГУ имени М. В. Ломоносова / СПб.: НП-Принт, 2019. — 872 с. ISSN 23122129
- Актуальные проблемы теории и истории искусства: сб. науч. статей. Вып. 10. Под ред. А. В. Захаровой, С. В. Мальцевой, Е. Ю. Станюкович-Денисовой. — М.: МГУ имени М. В. Ломоносова / СПб.: НП-Принт, 2020. — 876 с. ISSN 23122129
- Актуальные проблемы теории и истории искусства: сб. науч. статей. Вып. 11. Под ред. А. В. Захаровой, С. В. Мальцевой, Е. Ю. Станюкович-Денисовой. — СПб.: Изд-во СПбГУ, 2021. — 996 с. ISSN 23122129
- Актуальные проблемы теории и истории искусства: сб. науч. статей. Вып. 12. Под ред. А. В. Захаровой, С. В. Мальцевой, Е. Ю. Станюкович-Денисовой. — СПб.: Изд-во СПбГУ, 2022. — 940 c.
- Актуальные проблемы теории и истории искусства: сб. науч. статей. Вып. 13. Под ред. А. В. Захаровой, С. В. Мальцевой, Е. Ю. Станюкович-Денисовой. — МГУ имени М. В. Ломоносова / СПб.: НП-Принт, 2023. — 915 с.
- Актуальные проблемы теории и истории искусства: сб. науч. статей. Вып. 14. Под ред. А. В. Захаровой, С. В. Мальцевой, Е. Ю. Станюкович-Денисовой. — МГУ имени М. В. Ломоносова / СПб.: НП-Принт, 2024. — 906 с.